# Neve McIntosh
Neve McIntosh (Paisley, 9 aprile 1972) è un'attrice britannica.

## Biografia
Nata come Carol White McIntosh, iniziò fin da bambina a recitare. Si trasferì a Glasgow e studiò alla Royal Scottish Academy of Music and Drama, prima di intraprendere una tournée a Perth e all'isola di Mull. In televisione, il pubblico la ricorda per il ruolo di Madame Vastra nella serie fantascientifica Doctor Who.

## Filmografia

### Cinema
- The Leading Man, regia di John Duigan (1996)
- Love and Lung Cancer, regia di Mark L. Feinsod - cortometraggio (1997)
- Wonderful World, regia di Olly Blackburn - cortometraggio (1998)
- Plunkett & Macleane, regia di Jake Scott (1999)
- Gypsy Woman, regia di Sheree Folkson (2001)
- Look, regia di Cordelia Beresford - cortometraggio (2001)
- One Last Chance, regia di Stewart Svaasand (2004)
- Im, regia di Craig Collinson - cortometraggio (2004)
- Call Register, regia di Ed Roe - cortometraggio (2004)
- The Trouble with Men and Women, regia di Tony Fisher (2005)
- Rare Books and Manuscripts, regia di Bruce Webb - cortometraggio (2005)
- Spring 1941, regia di Uri Barbash (2008)
- Salvage, regia di Lawrence Gough (2009)
- The Be All and End All, regia di Bruce Webb (2009)
- Social Suicide, regia di Bruce Webb (2015)
- Strax Saves the Day - cortometraggio (2020)
- The Small Hand, regia di Justin Molotnikov (2020)

### Televisione
- Gormenghast – miniserie TV, 4 episodi (2000)
- Miss Marple (Agatha Christie's Marple) – serie TV, episodio 1x03 (2004)
- Law & Order: UK – serie TV, episodio 3x2 (2010)
- Lip Service – serie TV, 4 episodi (2012)
- Ripper Street – serie TV, episodio 2x3 (2013)
- Doctor Who – serie TV, 10 episodi (2010-2014)
- Delitti in Paradiso (Death in Paradise) – serie TV, episodio 5x01 (2016)
- Shetland – serie TV, 6 episodi (2018)